# Hans-Jürgen Döring

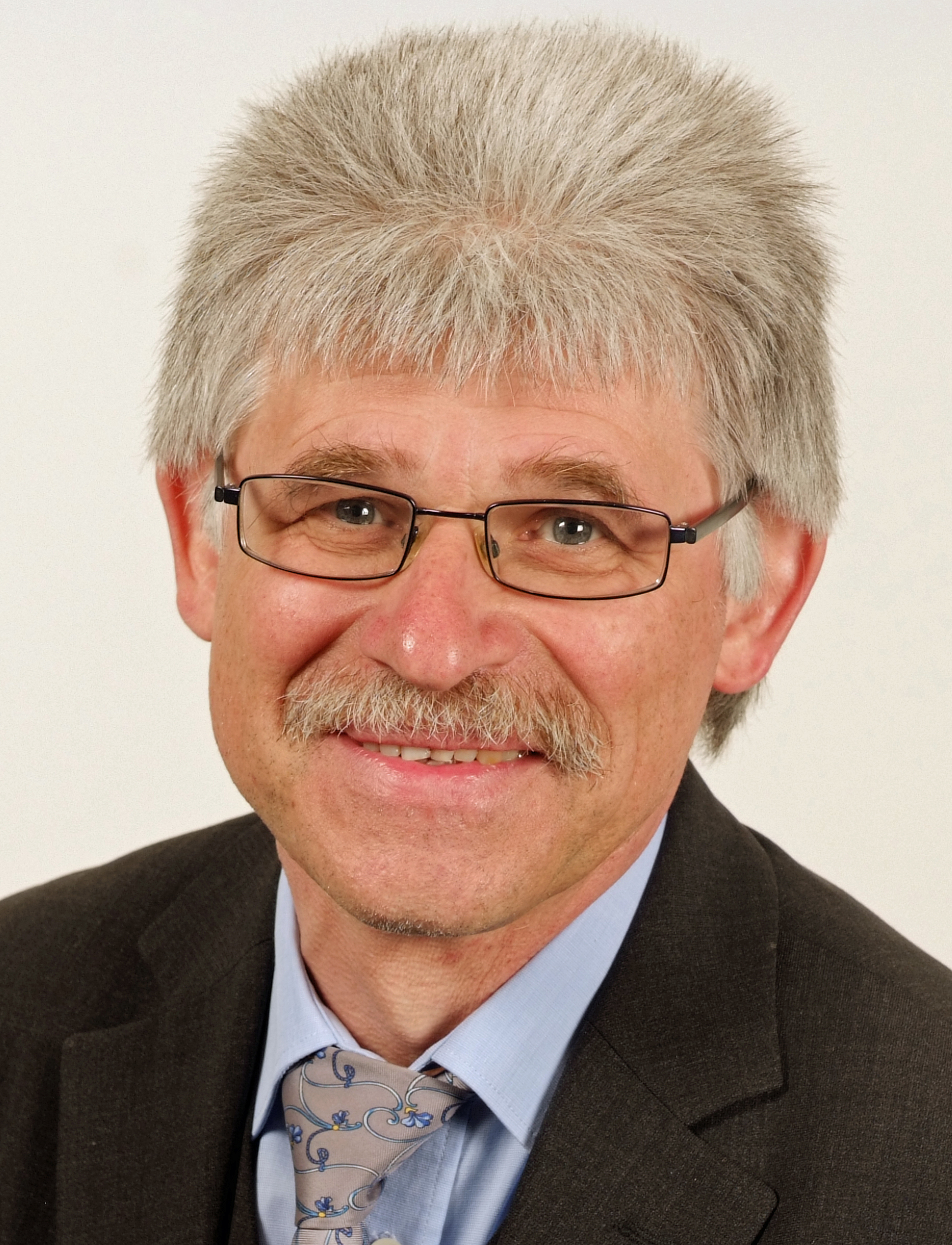
Hans-Jürgen Döring, Mai 2011

Hans-Jürgen Döring (* 3. Juni 1951 in Magdeburg; † 29. April 2017) war ein deutscher Politiker (SPD) und von 1990 bis 2014 Mitglied des Thüringer Landtags.

## Leben und Beruf
Hans-Jürgen Döring war verheiratet und hatte ein Kind und drei Enkelkinder. Nach dem Abitur studierte er an der Pädagogischen Hochschule Magdeburg (nach der Wiedervereinigung in die Universität Magdeburg eingegliedert) und schloss das Studium 1974 als Diplomlehrer für Sport und Deutsch ab. Danach arbeitete er bis 1989 als Lehrer in Hundeshagen. Bis 1990 war er kurzzeitig Schulleiter in Birkungen und Hundeshagen.

## Politik
Hans-Jürgen Döring trat im Januar 1990 in die SPD ein. Im gleichen Jahr wurde er Mitglied des ersten Thüringer Landtags, dem er fünf Wahlperioden lang angehörte. Er war bildungs-, kultur- und medienpolitischer Sprecher der SPD-Landtagsfraktion. Von 1998 bis 1999 hatte er das Amt des Vizepräsidenten des Thüringer Landtags inne. Zur Landtagswahl 2014 trat er nicht mehr an.

## Politische und gesellschaftliche Funktionen
Neben seiner Tätigkeit im Thüringer Landtag war Hans-Jürgen Döring Mitglied des Kreistages Eichsfeld, zudem war er Mitglied des Kuratoriums der Landeszentrale für politische Bildung Thüringen und Vorsitzender des Thüringer Schriftstellerverbandes.

## Publikationen
Von Hans-Jürgen Döring stammen folgende zwei Gedichtbände:
- Theatrum mundi – Dreiunddreißig Gedichte. Mit Zeichnungen von Walter Sachs. Hrsg. von Jens-Fietje Dwars. Bucha 2007, ISBN 978-3-936455-56-4
- Ins Meer gerufen – Vierundvierzig Gedichte. Mit Zeichnungen von Werner Löwe. Bucha 2013, ISBN 978-3-943768-13-8